# Позивний
Позивний — це умовне слово чи поєднання букв, цифр, що присвоюють вузлам зв'язку і станціям зв'язку об'єднань, частин (кораблів, літаків), підрозділів, а також командирам та іншим посадовим особам з метою прикриття їхнього істинного найменування у випадку їх виклику за допомогою технічних засобів зв'язку. Позивні вводять в обіг лише на певний час розпорядженням штабу, що організовує зв'язок. Довільне призначення заборонено, а зміна цього виду найменувань неможлива без дозволу керівництва. Позивні надають на час виконання конкретного завдання, після якого їх змінюють. Позивні застосовують лише у сфері радіокомунікацій, а самими позивними найчастіше стають не слова, а знаки: букви чи цифри.
Позивний не варто плутати з політично-військовим псевдонімом, який є самоназвою, тобто сам іменований обирає собі псевдонім або отримує від оточення як характеристику зовнішніх рис, поведінки та ін.
Відповідно до міжнародних Правил радіомовлення, для України виділено блоки початкових літер позивних EMA–EOZ, а також URA-UZZ.

## Аматорські радіостанції
Позивні аматорських радіостанцій мають таку структуру:
префікс:
один, два чи три символи на позначення країни (території),
цифра, що частіше за все позначає регіон, де розташована радіостанція, різні префікси у деяких країнах можуть позначати також різні категорії радіостанцій,
суфікс:
від одного до чотирьох символів (звичайно — одна — три літери, рідко — більше символів, цифр і літер, але останній символ має бути літера)— індивідуальний код станції, як правило тим коротший, чим вища кваліфікація радіоаматора.
Загалом структура позивного повинна відповідати одному із зразків:
A2A, A2IA, A2IIA, A2IIIA, II2A, II2IA, II2IIA, II2IIIA, IIA2A, IIA2IA, IIA2IIA
На відміну від інших позивних, вони можуть містити і цифри 0 чи 1 безпосередньо після букви
Аматорські радіостанції в Україні використовують такі серії позивних:
UR0AA-UZ9ZZZ — звичайні (перша літера суфікса звичайно позначає область, де розташована радіостанція, в Автономній республіці Крим (UU0JA-UU8JZZ) та у місті Севастополі (UU9JA-UU9JZZ) використовуються позивні, які можна відрізнити вже за префіксом),
EM0AA-EO9ZZZZ, EM00A-EO9999Z — спеціальні (меморіали, експедиції),
EM0A-UZ9Z — скорочені (для учасників змагань з радіоспорту).
| N п/п | Область                   | Перша буква суфіксу |
| ----- | ------------------------- | ------------------- |
| 1     | АР Крим та м. Севастополь | J                   |
| 2     | Вінницька                 | N                   |
| 3     | Волинська                 | P                   |
| 4     | Дніпропетровська          | E                   |
| 5     | Донецька                  | I                   |
| 6     | Житомирська               | X                   |
| 7     | Закарпатська              | D                   |
| 8     | Запорізька                | Q                   |
| 9     | Івано-Франківська         | S                   |
| 10    | Київська та м. Київ       | U                   |
| 11    | Кіровоградська            | V                   |
| 12    | Луганська                 | M                   |
| 13    | Львівська                 | W                   |
| 14    | Миколаївська              | Z                   |
| 15    | Одеська                   | F                   |
| 16    | Полтавська                | H                   |
| 17    | Рівненська                | K                   |
| 18    | Сумська                   | A                   |
| 19    | Тернопільська             | B                   |
| 20    | Харківська                | L                   |
| 21    | Херсонська                | G                   |
| 22    | Хмельницька               | T                   |
| 23    | Черкаська                 | C                   |
| 24    | Чернівецька               | Y                   |
| 25    | Чернігівська              | R                   |

## Радіостанції широкого мовлення
На відміну від ряду країн Америки, Азії, Австралії, більшість європейських радіостанцій не використовує кодових ідентифікаторів. Як правило, візитівкою певної радіостанції в ефірі є музичний чи інший характерний звуковий фрагмент, що передається на початку програми.
Музичними позивними українського радіо, в часи німецько-радянської війни — радіо «Дніпро», а нині Першої програми Національного радіо та Всесвітньої служби «Радіо Україна»  стала мелодія композитора Данила Крижанівського до пісні «Реве та стогне Дніпр широкий» з поеми «Причинна» Т. Шевченка).

## Радіостанції наземного розташування
Позивний сигнал радіостанції фіксованого розташування складаються з символів серії, присвоєної державі і однієї літери, або однієї літери і однієї — трьох цифр, з яких перша не може бути 0 чи 1.
IIA, IIA-2, IIA-22, IIA-222.
У деяких країнах, зокрема тих, де позивний є обов'язковим і для радіостанцій широкого мовлення, використовуються чотирьохлітерні позивні.
Позивний сигнал мобільної радіостанції складаються з символів серії, присвоєної державі, якщо це позначення закінчується літерою і чотирьох цифр, або з символів серії, присвоєної даній державі, однієї чи двох літер та чотирьох цифр. Перша цифра після літери не може бути 0 чи 1.
IA-2222, IIA-2222, IIAA-2222.

## Літаки
Позивний сигнал літака складаються з символів серії, присвоєної державі і трьох літер.
IIAAA.
Позивний пошукового радіомаяка складаються з позивного літака, доповненого цифрою від 2 до 9.
У деяких країнах, зокрема у США, літаки отримують позивні іншої структури: літера — декілька цифр — одна або декілька літер.

## Морські судна
Позивний сигнал судна складаються з символів серії, присвоєної державі, і двох літер, за якими може бути цифра від 2 до 9, або символів серії, присвоєної державі, і чотирьох цифр. Позивний пошукового радіомаяка складаються з позивного судна, перед яким передається літера B. Рятувальні плавзасоби мають позивні, що складаються з позивного батьківського судна та двох цифр, перша цифра після букви не може бути 0 або 1.